# Mahāvairocanābhisaṃbodhi
(Mahāvairocanābhisaṃbodhi)

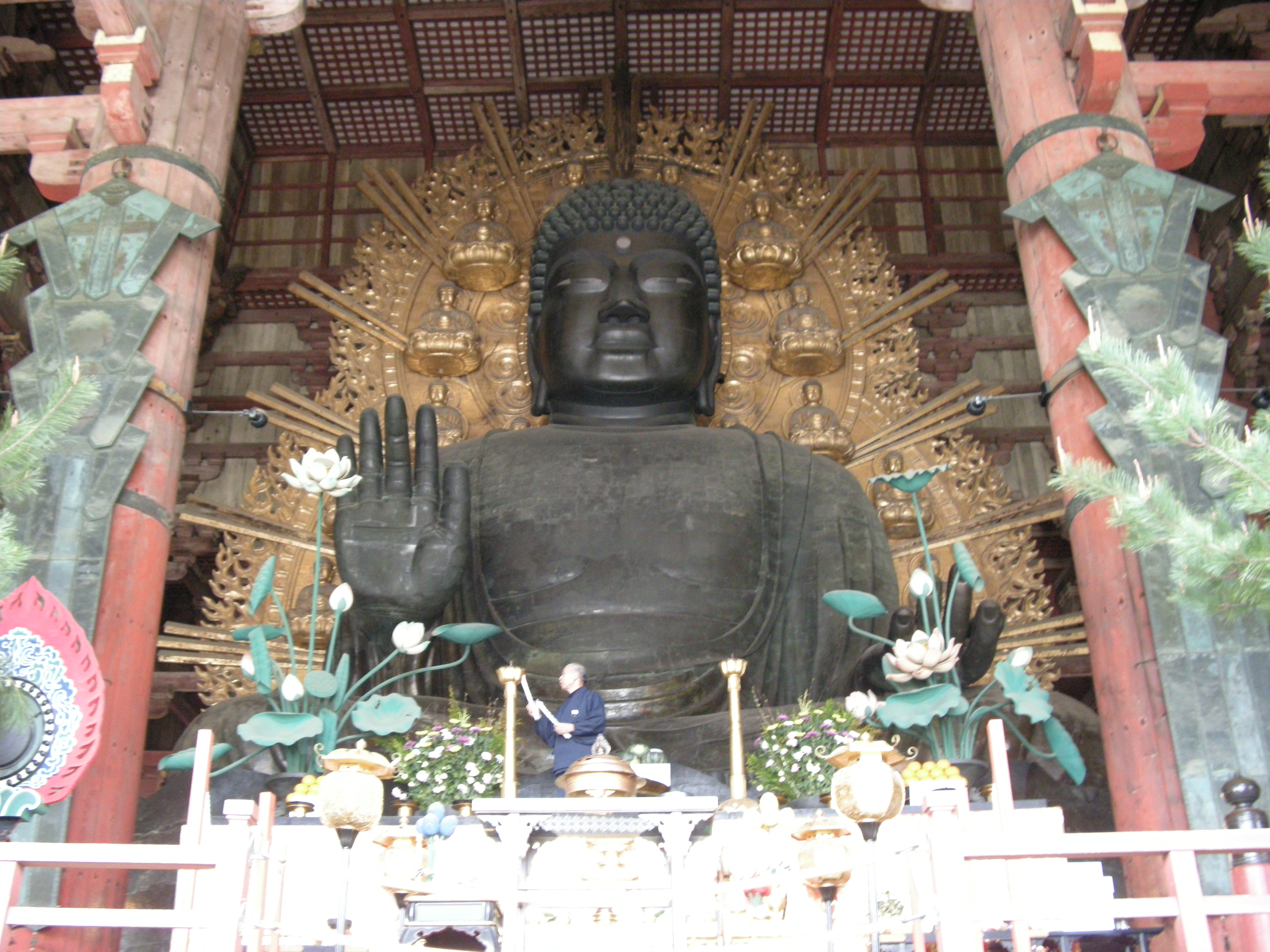
La grande statua del Buddha Mahāvairocana (大日如來 giapp. Dainichi Nyorai) collocato nel Tōdai-ji a Nara, Giappone.

Il Mahāvairocanābhisaṃbodhi è un testo buddista indiano tra i più antichi e importanti nella corrente del cosiddetto tantrismo (o Buddismo Vajrayāna) che contiene gli insegnamenti del Tathāgata Mahāvairocana (un buddha mitico e immanente, centrale nella cosmologia del Mahāyāna) e di alcuni esseri estremamente avanzati sulla via del risveglio (bodhisattva mahāsattva) come suoi interlocutori o emanazioni.
Ove la tradizione Vajrayāna si è diffusa, questo testo sacro è particolarmente venerato come prima esposizione organica ed esauriente degli insegnamenti ad essa tradizionalmente correlati, quali l'uso di mantra, dhāraṇī e maṇḍala in ambito rituale e di forme di yoga in ambito meditativo.
Altrettanto importante è la prima istituzione di un'iniziazione tantrica completa per il discepolo (abhiṣeka).
Più in generale nel Mahāvairocanābhisaṃbodhi si assiste alla sintesi di molti elementi di pratica buddista preesistenti, provenienti da insegnamenti frammentari, i quali vengono ricondotti alla loro origine ultramondana: la predicazione del Buddha Mahāvairocana e il suo insegnamento universale, il metodo dei mantra (mantranaya).

## Titolo e traduzioni
Il titolo Mahāvairocanābhisaṃbodhi è una abbreviazione comune per Mahāvairocanābhisaṃbodhivikurvitādhiṣṭhāna. Sebbene secondo autori come Alex Wayman quest'ultimo potrebbe essere il titolo più arcaico del testo, quando l'opera sanscrita (oggi perduta) fu tradotta in cinese e in tibetano era già stata catalogata col titolo esteso di Mahāvairocanābhisaṃbodhivikurvitādhiṣṭhāna Vaipulyasūtrendrarājanāma Dharmaparyāya, ossia come "Discorso del Dharma, Re Indra dei sūtra del Mahāyāna".
Il significato del titolo vero e proprio (Mahāvairocanābhisaṃbodhivikurvitādhiṣṭhāna) non è tuttavia di facile traduzione, poiché è in stretta relazione con i contenuti del tutto particolari dell'opera nel contesto delle dottrine mahāyāna e vajrayāna.
Una traduzione possibile è: "Prodigiosa Immanenza del Risveglio di Mahāvairocana", posto che alcuni dei termini sanscriti utilizzati hanno implicazioni dottrinali complesse. Il termine adhiṣṭhāna (pāli: adhiṭṭhāna, cin.: 加持 jiāchí, giapp.: kaji, tib.: byin rlabs) per esempio, qui reso con "immanenza", nel buddismo Mahāyāna indica la persistenza o la trasmissione di una qualità trascendente e si riferisce al potere salvifico del risveglio di Mahāvairocana. Abhisaṃbodhi, qui reso con "risveglio", indica un processo, ma in questo sūtra non si colloca nel tempo o nello spazio bensì su un piano universale e simbolico, manifesto in ogni cosa.
Una copia del Mahāvairocanābhisaṃbodhi fu inizialmente raccolta dal pellegrino cinese Wúxíng (無行, ?-685) a Nālandā dove soggiornò con il nome monastico di Prajñādeva e dove morì nel 685, ma fu comunque recuperata dal Governo cinese e trasportata a Chang'an.
L'opera fu tradotta in cinese nel 724 da Subhākarasiṃha (善無畏, Shànwúwèi, 637-735) e Yīxíng (一行, 684-727) e inserita nel Mìjiàobù al T.D. 848.18.1-55 con il titolo 大毘盧遮那成佛神變加持經 Dà pílúzhēnǎ chéngfó shénbiàn jiāchí jīng (coreano 대비로자나성불신변가지경 Dae birojana seongbul sinbyeon gaji gyeong; giapponese Dai birushana jōbutsu jinben kaji kyō; vietnamita Đại tỳ lô già na thành phật thần biến già trì kinh).
Più brevemente ci si riferisce a questa opera con il titolo 大日經 Dàrì jīng (coreano 대일경 Daeil gyeong; giapponese Dainichi kyō; vietnamita Đại nhật kinh).
Tradotto in lingua tibetana nell'812 da Śīlendrabodhi e dPal brTsegs, il Mahāvairocanābhisaṃbodhi è conservato nel Canone tibetano (Kanjur sezione Rgyud, vol. IX, Toh. 494) con il titolo རྣམ་པར་སྣང་མཛད་ཆེན་པོ་མངོན་པར་རྫོགས་པར་བྱང་ཆུབ་པ་རྣམ་པར་སྤྲུལ་པ་བྱིན་གྱིས་རློབ་པ་ཤིན་ཏུ་རྒྱས་པ་མདོ་སྡེའི་དབང་པོའི་རྒྱལ་པོ་ཞེས་བྱ་བའི་ཆོས་ཀྱི་རྣམ་གྲངས, rNam par snang mdzad chen po mngon par rdzogs par byang chub pa rnam par sprul pa byin gyis rlob pa shin tu rgyas pa mdo sde'i dbang po'i rgyal po zhes bya ba'i chos kyi rnam grangs.